# Künstlerhaus Marktoberdorf

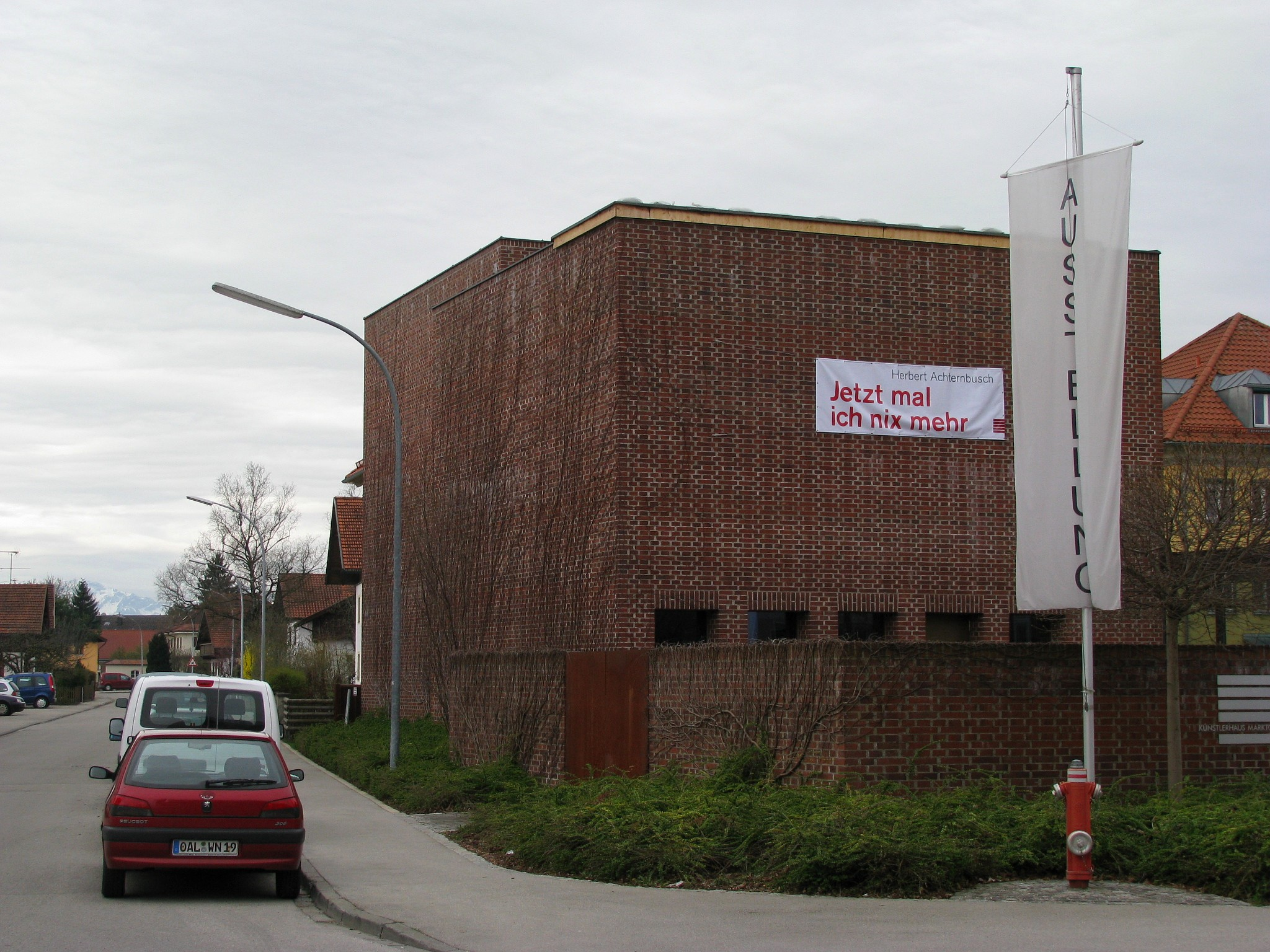
Künstlerhaus Marktoberdorf

Das Künstlerhaus Marktoberdorf ist eine kulturelle Plattform für die gesamte Region Ostallgäu in Bayern. Die puristische, kubische Klinkerarchitektur der Schweizer Architekten Bearth & Deplazes ist ein museales Kunsthaus, das 2001 in Marktoberdorf eröffnet wurde. Es ist vor allem der zeitgenössischen Kunst gewidmet, versteht sich aber nicht nur als Ausstellung, sondern auch als Werkstatt und als Veranstaltungsort.

## Sammlung
Die Grundlage des Museums bildet die Kunstsammlung der Kunst- und Kulturstiftung Dr. Geiger Haus. Durch Aufkäufe aus der jährlich in Marktoberdorf stattfindenden „Ostallgäuer Kunstausstellung“ baut die Stadt eine Sammlung schwäbischer Kunst auf und stellt sie als Dauerleihgabe dem Künstlerhaus zur Verfügung. Die Sammlung schwäbischer Kunst umfasst zurzeit mehr als 250 Gemälde, Zeichnungen, Fotografien und Plastiken. Seit 2006 wird die „Ostallgäuer Kunstausstellung“ im Künstlerhaus Marktoberdorf präsentiert.